# 综荐骨

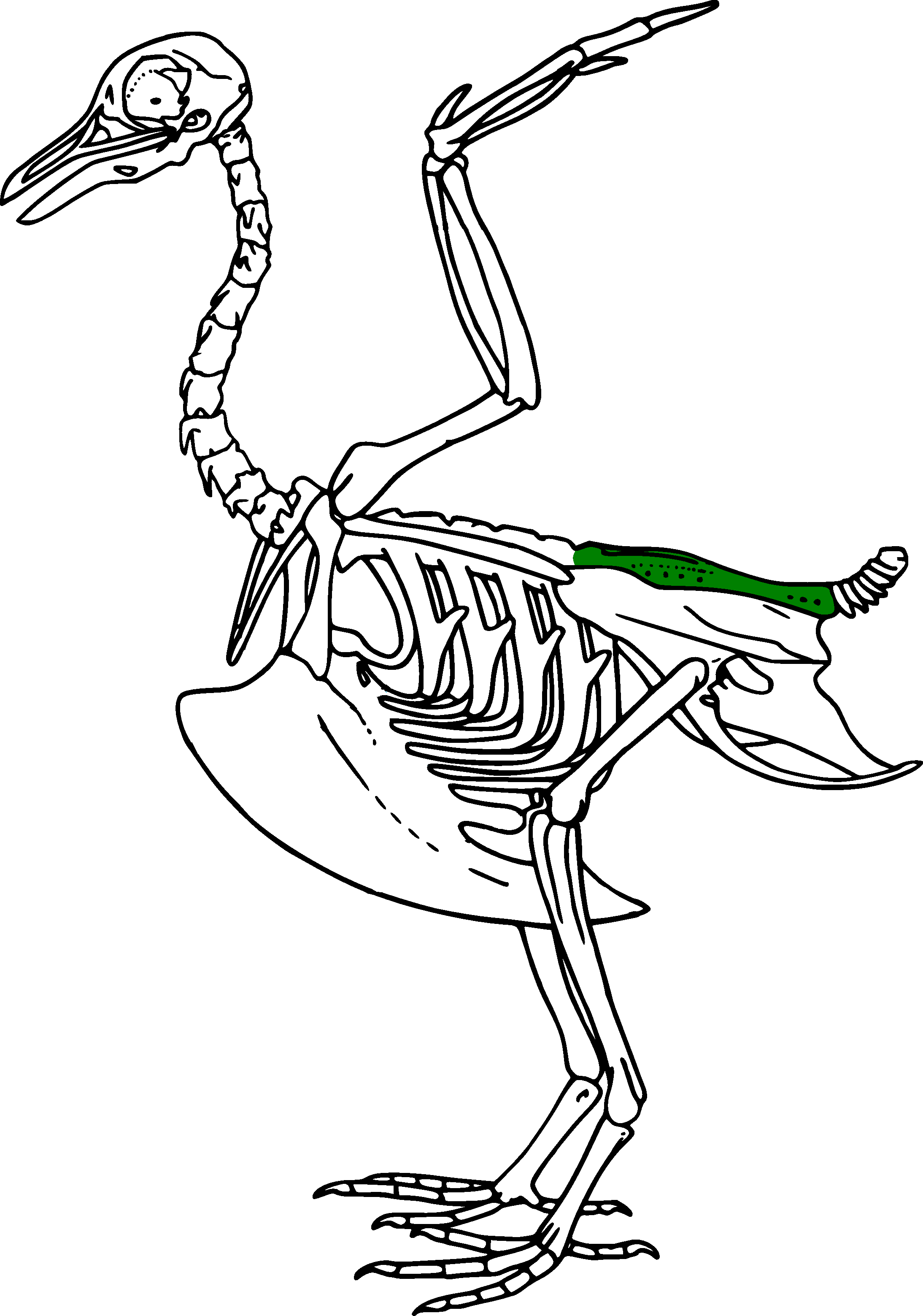
鴿子骨骼圖，綜薦骨用綠色標出

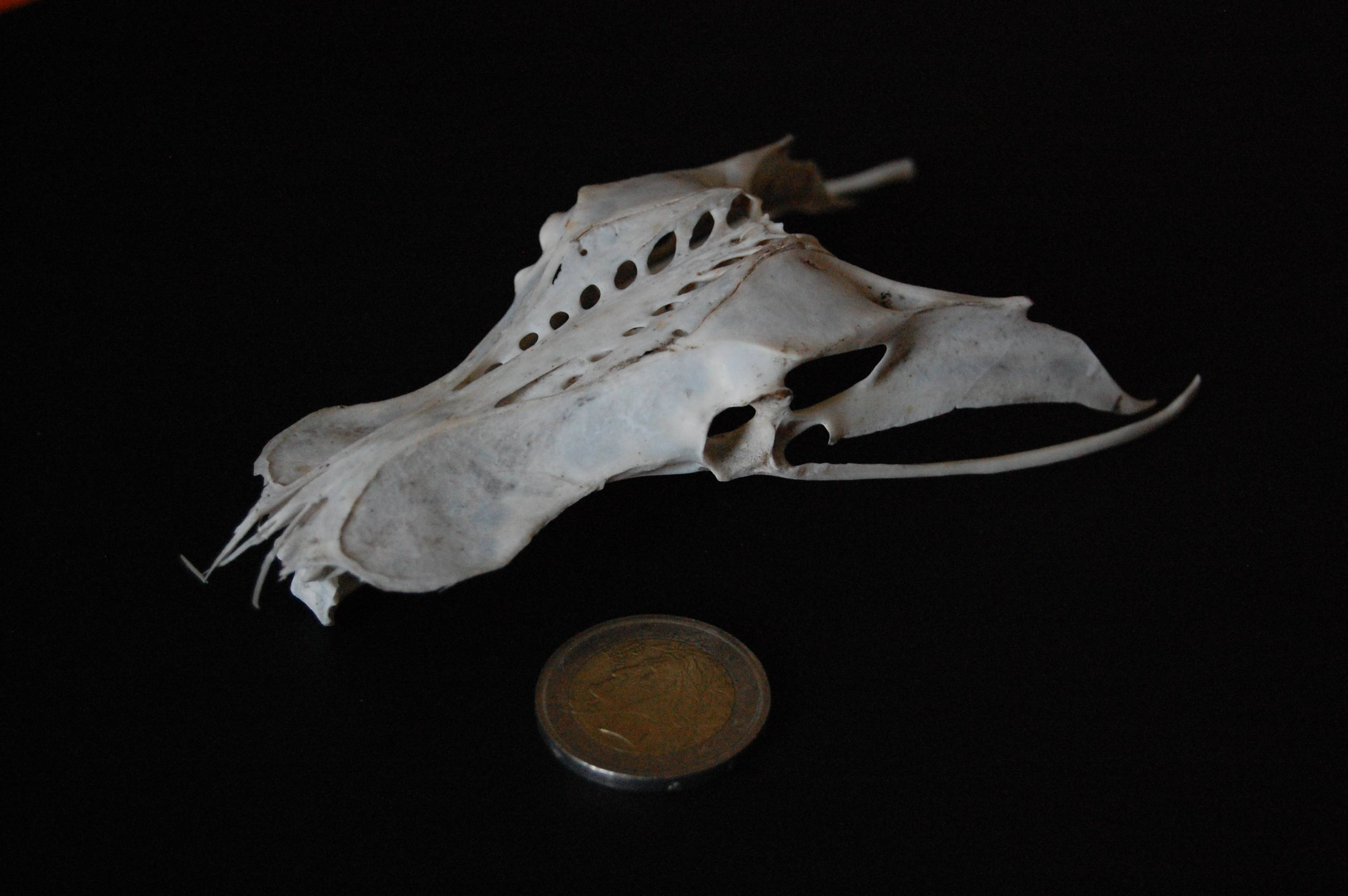
無名鳥類的綜薦骨

綜薦骨（英語：synsacrum）是鳥類和非鳥恐龍的一個骨骼。在這種結構中，薦骨通過併入另外癒合或部分癒合的尾椎或腰椎而延伸。一些後部的胸椎、腰椎椎骨，骶骨和一些前部的尾椎椎骨融合在一起，形成了綜薦骨這個複雜的結構。 根據物種的不同，骶骨或多或少與綜薦骨融合在一起，形成了禽類骨盆。 這形成了比哺乳動物的骨盆更廣泛的剛性結構，滿足了飛行、運動和呼吸的要求。 綜薦骨後部有一些游離的尾椎骨，它們最後一個叫尾綜骨，上面長有堅硬的尾羽。